# Арифуллин, Алексей Саярович
Алексе́й Сая́рович Арифу́ллин (13 октября 1970, Москва — 28 сентября 2017, там же) — советский и российский футболист, защитник. Мастер спорта СССР (1990). За сборную России сыграл один матч.

## Карьера в клубах
Воспитанник СДЮШОР «Локомотив» Москва с 1980 по 1988 год. По национальности татарин.
26 августа 1989 года, в 18-летнем возрасте, дебютировал в составе московского «Локомотива» в высшей лиге чемпионата СССР в поединке против московского «Торпедо» (2:0). Всего в 1989 и 1991 гг. провёл 30 матчей. В 1990 году играл в составе «Локомотива» в первой союзной лиге (26 матчей).
До 2000 года карьера Арифуллина была неразрывно связана с «Локомотивом». Не считая матчей, сыгранных за «дубль», его послужной список насчитывает 222 матча в чемпионатах СССР и России (с учётом матчей, сыгранных в первой лиге СССР). В составе клуба железнодорожников он четырежды стал призёром чемпионатов России, трижды завоевал Кубок России, поучаствовал в обоих полуфиналах Кубка кубков.
Во время отпуска в декабре 1999 года Арифуллин попал в автомобильную аварию, в результате которой серьёзно повредил ногу — продолжение его футбольной карьеры оказалось под угрозой. После долгого лечения он всё-таки смог вернуться в строй летом 2000 года, однако в состав «Локомотива» игрок уже не проходил. В августе он был отдан в аренду в московский клуб «Торпедо-ЗИЛ», выступающий в первом дивизионе. В составе «Торпедо-ЗИЛ» Арифуллин сыграл 11 игр, а также забил свой единственный гол в чемпионатах страны (в высшей лиге так ни разу и не забил) — 16 октября 2000 года в Ижевске в матче против клуба «Газовик-Газпром» он сравнял счёт за 5 минут до конца матча (1:1), что принесло автозаводцам важное очко в борьбе за выход в премьер-лигу. В итоге «Торпедо-ЗИЛ» занял в первом дивизионе второе место и добился повышения в классе.
Весной 2001 года Арифуллин перешёл в самарский клуб «Крылья Советов», в составе которого сыграл три матча в чемпионате России. Вследствие большой конкуренции на месте центрального защитника в самарском клубе («Бушманов и Шунейко не давали тренерам повода их менять». — Арифуллин) летом 2001 он вернулся в Москву — в «Динамо», в составе которого сыграл последние три матча в чемпионате России. В декабре 2001 он был выставлен на трансфер, после чего и завершил свою карьеру.
Провёл 172 матча в чемпионате России.
Скончался утром 28 сентября 2017 года от сердечной недостаточности. Незадолго до смерти перенёс операцию на сердце. Похоронен на Митинском кладбище.

## Карьера в сборной
Сыграл один матч в составе сборной России: 22 апреля 1998. Россия — Турция 1:0. 16 минут, вышел на замену
В 1990 году на международном турнире в Тулоне (Франция) дважды выходил на поле в составе олимпийской сборной СССР против молодёжных команд Португалии (0:1) и США (3:1).

## Достижения
- Серебряный призёр чемпионата России (2): 1995, 1999
- Бронзовый призёр чемпионата России (2): 1994, 1998
- Обладатель Кубка России (3): 1995/96, 1996/97, 1999/2000
- Финалист Кубка СССР: 1989/90
- Финалист Кубка России: 1997/98
- В списках 33 лучших футболистов России (3): № 2 — 1993, 1994, № 3 — 1999
- В еврокубках — 24 матча (15 — в Кубке кубков и 9 — в Кубке УЕФА)
- Полуфиналист Кубка обладателей кубков (2): 1997/98, 1998/99
- Победитель IV Всесоюзных молодёжных игр в составе сборной Москвы (6 матчей): 1989